# La Réforme de l'entreprise
La Réforme de l'entreprise est le titre d'un rapport commandé en juillet 1974 par le président Valéry Giscard d'Estaing à une commission présidée par l'ancien ministre Pierre Sudreau. Son titre exact est Rapport du Comité d'étude pour la réforme de l'entreprise. Les propositions faites par cette commission sont recensées dans cet ouvrage, communément appelé Rapport Sudreau.
Ni le premier ministre de l'époque, Jacques Chirac, ni le ministre du travail et de l'emploi, Michel Durafour, n'ont été à l'origine de cette commission.
Le rapport, remis le 7 février 1975 au président de la République, a été publié à la Documentation française peu de temps après.

## Composition de la commission Sudreau
Présidée par Pierre Sudreau, la commission comprend 10 membres : 3 chefs d'entreprises, 3 syndicalistes et 4 personnalités indépendantes de la société civile. Elle procède à l'audition de nombreuses personnes impliquées dans le monde de l'entreprise et s'est réunie en groupes de travail thématiques. Le rapporteur de la commission était Jean-Claude Guibal.

## Les propositions de la Commission Sudreau

### Axes de recherches principaux
La commission écarte d'emblée la notion de cogestion à l'allemande, mais tient à élaborer la notion de cosurveillance de l'entreprise par les actionnaires et les syndicats représentatifs. Elle a cherché à développer les moyens de dialogue social dans l'entreprise ainsi que la participation (au sens gaulliste) des travailleurs à la vie de l'entreprise. Elle constate la crise du taylorisme : l’entreprise est critiquée au nom d’aspirations nouvelles, et le malaise n’épargne pas l’encadrement.

### L'entreprise en tant qu'instrument économique
- Proposition de création de deux nouvelles formes de sociétés civiles ou commerciales : la société des travailleurs associés (les associés sont les salariés et les détenteurs de capitaux n'ont pas de droit de vote ni de place au conseil d'administration) et les sociétés à gestion participative.
- Proposition de création de l'entreprise sans but lucratif, à mi-chemin entre la société commerciale et l'association.
- Revalorisation de l'actionnaire minoritaire.
- Création d'une procédure d'alerte par les salariés.

### Le travailleur dans l'entreprise
- Revalorisation des activités de travail manuel.
- Protection de la vie privée des salariés.
- Renforcement des moyens d'actions des syndicats représentatifs.
- Approfondissement de la concertation au sein du comité d'entreprise.
- Création d'une délégation économique du comité d'entreprise.
- Élaboration d'un bilan social dans les entreprises.

## Postérité
Le rapport, rédigé en 1975, est publié à la fin de la période dite des Trente Glorieuses. Il est en quelque sorte « l'enfant politique » du gaullisme (participation des travailleurs à la vie de l'entreprise, cogestion, etc.) et de Mai 68 (contestation de l'autorité hiérarchique, tentatives de dépassement de la société capitaliste contemporaine).